# برادلي ويتفورد
برادلي ويتفورد (بالإنجليزية: Bradley Whitford)‏ (مواليد 10 أكتوبر 1959 في ويسكونسن)، هو ممثل أمريكي بدأ مسيرته الفنية عام 1985. كما أنه من الفائزين بجائزة إيمي.

## الأفلام
- 2005 :ليتل مانهاتن ( الدور:ادم بيرتون)
- 2017: ميغان ليفي ( الدور:بوب ليفي)
- 1992: إنقاذ السيد بانكس (الدور: Randy Slade)
- 1990: كوخ الغابة (الدور: Dr. Tyler)
- 1990: فيلادلفيا (الدور: Charles Phalen)
- 1997: الركن الأحمر
- 1990: روبوكوب 3 (الدور: Jamie Kemp)
- 1987: عطر امرأة (الدور: Roger Latimer)
- 1987: الإيقاظ (الدور: Mike Todwell)

## وصلات خارجية
- برادلي ويتفورد على موقع IMDb (الإنجليزية)
- برادلي ويتفورد على موقع روتن توميتوز (الإنجليزية)
- برادلي ويتفورد على موقع ألو سيني (الفرنسية)
- برادلي ويتفورد على موقع ميوزك برينز (الإنجليزية)
- برادلي ويتفورد على موقع أول موفي (الإنجليزية)
- برادلي ويتفورد على موقع قاعدة بيانات برودواي على الإنترنت (الإنجليزية)
- برادلي ويتفورد على موقع قاعدة بيانات الأفلام السويدية (السويدية)
- برادلي ويتفورد على موقع إن إن دي بي (الإنجليزية)
- برادلي ويتفورد على موقع ديسكوغز (الإنجليزية)
- برادلي ويتفورد على موقع قاعدة بيانات الفيلم (الإنجليزية)